# 莫德庇
莫德庇（英語：Christopher Michael Maltby，1891年—1980年），英軍將領，於1941年7月20日到任少將，接替賈乃錫少將成為駐港英軍司令，在香港的軍銜僅次於身兼駐港三軍總司令的香港總督楊慕琦，但其握有實際指揮駐港英軍行動的實權。莫德庇是進取的軍官，但受制於英國調派到香港的兵力極為有限，只能集中防守香港島，並利用港島的山區地形加強防禦工事，盡量拖延日軍在港島的推進。
香港保衛戰在1941年12月8日爆發，由於香港守軍兵力不足，新界及九龍相繼淪陷，莫德庇決定將全數殘餘守軍撤退到香港島，保存軍力在港島與日軍決戰，但守軍退守香港島後，他臨時決定將香港島的守軍一分為二分成東西兩旅佈陣，但作戰單位之間卻沒有時間適應這次變陣，使指揮和協調作戰都受到影響，並使香港島中部的防禦縱深減弱。當日軍突破英軍在黃泥涌峽的防線及佔領淺水灣後，港島東西兩地的守軍被日軍分割，隨著日軍逼近維多利亞城，為免持續巷戰造成大量平民傷亡，莫德庇與香港總督楊慕琦在12月25日下午3時半決定向日軍投降，他本人亦成為日軍戰俘被關押，直至1945年8月日軍投降後獲釋。莫德庇在戰後返回英國並於1946年退役，在1953年獲英皇封為英格蘭森麻實郡副郡尉。